# Quercus ×alvordiana
Espèce
Synonymes
- Quercus dumosa var. alvordiana
- Quercus turbinella var. californica

Quercus ×alvordiana, ou chêne d'Alvord, est une espèce de plantes à fleurs de la famille des Fagaceae. C'est un chêne hybride du genre Quercus. Il a été rapporté qu'il s'agissait d'un hybride entre Quercus douglasii et Quercus turbinella, ou entre Q. douglasii et Quercus john-tuckeri, qui était auparavant considéré comme une variété de Q. turbinella. 

## Distribution
C'est l'hybride le plus commun de Q. douglasii[réf. nécessaire]. Il est endémique de la Californie, où il est présent dans le sud des Chaînes côtières californiennes et dans les Transverse Ranges occidentales. 

## Description
Quercus ×alvordiana est un arbuste ou arbre de moins de 3 mètres de haut, qui peut être à feuilles persistantes ou à feuilles caduques. 
Les feuilles mesurent jusqu'à 5 centimètres de long, d'un bleu terne à gris-vert sur le dessus et d'un vert plus pâle sur le dessous. 
Le gland est de forme étroite et mesure jusqu'à 4 centimètres de long, avec une coupe jusqu'à 1,6 cm de large. 